# Amadeus (film)
Amadeus este un film regizat de Miloš Forman în 1984. Filmul, inspirat din viața lui Wolfgang Amadeus Mozart (jucat de Tom Hulce), a câștigat 40 de premii (dintre care 8 Premii Oscar), fiind nominalizat pentru 53 de distincții. O apariție remarcabilă, în rolul lui Salieri, a fost F. Murray Abraham, care a și primit Oscar-ul în 1985 la categoria Cel mai bun actor. 

## Subiect
Amadeus este o dramă care se bazează pe ultimii ani de viață ai renumitului compozitor Wolfgang Amadeus Mozart. Acțiunea se desfășoară la sfârșitul secolului al XVIII-lea cu precădere în Viena. Este structurat ca un flash back segmentat al lui Salieri, un muzician complexat aflat, în ciuda diferenței de vârstă, într-o competiție - nu doar muzicală - cu genialul W.A. Mozart. Salieri, la bătrânețe, este vizitat de un preot pentru a se spovedi, pretext pentru a se derula în fața ochilor noștri, viața plină de neprevăzut compozitorului pe care astăzi îl știe și admiră o lume întreagă.  
Ca mod de filmare, Amadeus este de factură clasică: aproape toate cadrele sunt fixe, iar personajele sunt întotdeauna încadrate simetric, dinamica sau dezordinea reieșind din jocul actoricesc sau din muzică. De altfel, ritmul secvențelor pare constant, aparent lent, urmărind însă prin decupaj evoluția personajelor și a relațiilor tensionate dintre acestea, potențând caracterul dramatic al scenariului.

## Distribuție
- F. Murray Abraham - Antonio Salieri
- Tom Hulce - Wolfgang Amadeus Mozart
- Elizabeth Berridge - Constanze Mozart
- Roy Dotrice - Leopold Mozart
- Jeffrey Jones - împăratul Iosif al II-lea
- Charles Kay - contele Orsini-Rosenberg
- Simon Callow - Emanuel Schikaneder
- Jonathan Moore - baronul van Swieten
- Roderick Cook - contele Von Strack
- Patrick Hines - Kapellmeister Giuseppe Bonno
- Richard Frank - preotul Vogler
- Christine Ebersole - Caterina Cavalieri
- Cynthia Nixon - Lorl, Mozart's maid
- Nicholas Kepros - Hieronymus von Colloredo, arhiepiscop al Arhidiecezei de Salzburg

## Producție
Filmul a fost făcut pentru ecran larg, motivarea dramaturgică a regizorului fiind și aceea de a scoate în evidență decorul elaborat și bogat al filmului, lucru care a fost onorat cu Oscar. Coloana sonoră, premiată cu numeroase premii, este în mare parte alcatuită din muzica lui Mozart.
Filmări interioare și în Palatul arhiepiscopal din Kroměříž. Spațiile interioare ale palatului au fost intens folosite de Miloš Forman ca decor interior pentru Palatul Imperial Hofburg din Viena

## Impact
Acest film a inspirat numeroși artiști și multe secvențe au fost preluate sau parodiate de diferite filme și clipuri. Au fost realizate și numeroase spectacole de teatru pornind de la același scenariu, devenit deja celebru.